# Лесное (Суражский район)
Лесно́е — посёлок в Суражском районе Брянской области России. Административный центр Кулажского сельского поселения.

## География
Посёлок находится в северо-западной части Брянской области, в зоне хвойно-широколиственных лесов, в пределах части Приднепровской низменности, к югу от автодороги 15К-1304 и реки Ипути, на расстоянии примерно 3 километров (по прямой) к югу от города Суража, административного центра района. Абсолютная высота — 176 метров над уровнем моря.

### Климат
Климат характеризуется как умеренно континентальный с достаточным увлажнением, тёплым летом и умеренно холодной зимой. Среднегодовая многолетняя температура воздуха составляет 5,4 °С. Средняя температура воздуха самого тёплого месяца (июля) — 18,1 °C (абсолютный максимум — 37 °C); самого холодного (января) — −8 — −7,5 °C (абсолютный минимум — −37 °C). Период активной вегетации растений (с температурой выше 10°С) составляет 144 дня. Среднегодовое количество атмосферных осадков составляет 554 мм, из которых большая часть (285 мм) выпадает в тёплый период. Снежный покров держится в течение 120—130 дней.

### Часовой пояс
Посёлок Лесное, как и вся Брянская область, находится в часовой зоне МСК (московское время). Смещение применяемого времени относительно UTC составляет +3:00.

## История
Возник в конце 1960-х годов. 
17 ноября 1970 года решением Брянского облисполкома присвоить вновь возникшему поселку на разъезде 231-й км Московской железной дороги Старокисловского сельсовета Суражского района наименование "Лесной". 
До 1992 в Старокисловском сельсовете, в 1992-2005 в Каменском сельсовете. Железнодорожная станция (Ипуть) на линии Унеча-Орша (до 1974 - разъезд 231 км).

## Население
| 2010 | 2013 |
| ---- | ---- |
| 331  | ↗334 |

### Национальный состав
В национальной структуре населения русские составляли 98 % из 292 человек (2002).